# Copa Mundial de Críquet T20 de 2022
La Copa Mundial de Críquet T20 de 2022 es la octava edición del Copa Mundial de Críquet Twenty20, un torneo de selecciones nacionales de críquet en formato Twenty20, que se juega del 16 de octubre al 13 de noviembre de 2022 en Australia.
Originalmente, el torneo se iba a celebrar en 2020, pero, en julio de 2020, el Consulado Internacional de Cricket (ICC) confirmó que el torneo se había pospuesto debido a la pandemia de COVID-19. En agosto de 2020, el CIC también confirmó que Australia organizaría el torneo reorganizado en el 2022, junto con la Copa del Mundo T20 que estaba programada para celebrarse en India en el 2021, como se planeó originalmente, pero luego se trasladó a Emiratos Árabes Unidos y Omán. El anfitrión Australia también es campeón defensor.
En abril de 2018, el ICC anunció que el torneo reemplazaría al Trofeo de Campeones ICC 2021 programado. Esto fue después de que el CIC concediera el estatus internacional completo a Twenty20 partidos jugados entre equipos miembros a partir del 1 de enero de 2019 en adelante.
En octubre de 2019, se informó que la ICC podría descartar el Clasificatorio para la Copa del Mundo T20, que se habría utilizado como un camino para la clasificación a la Copa del Mundo T20. Por lo tanto, doce equipos de la Copa del Mundo ICC T20 2020 y cuatro equipos de los eventos de clasificación avanzarían a la Copa del Mundo T20. El 23 de enero de 2020, el CIC confirmó todos los detalles de la clasificación para el torneo. En mayo de 2020, el CIC le dijo a la Junta de Control del Cricket en India (JCCI) que se reservaban los derechos para quitarle los derechos de hospedaje a la India, después de que el JCCI no obtuviera una exención de impuestos del gobierno indio para el torneo.
En julio de 2020, cuando se estaba revisando la edición anterior del torneo debido a la pandemia de COVID-19, Earl Eddings, el presidente de Cricket Australia sugirió que Australia podría organizar ese torneo en octubre del 2021, y que India organizaría este torneo un año después en 2022. La ICC también confirmó que Australia o India, los anfitriones de los torneos originalmente programados para 2020 y 2021 respectivamente, serían los anfitriones de este torneo.

## Equipos y cualificaciones
Los doce equipos que llegaron a la fase Super 12 de la Copa Mundial ICC Masculina T20 2021 se clasificaron automáticamente para el torneo 2022. Afganistán, Australia, Bangladés, Inglaterra, India, Pakistán, Nueva Zelanda y Sudáfrica se clasificaron directamente para la fase Super 12 de este torneo, según sus actuaciones en el torneo de 2021 y su clasificación al 15 de noviembre de 2021. Namibia, Escocia, Sri Lanka y las Indias Occidentales se colocaron en la fase de grupos de la competición.
Los cuatro lugares que quedaron provendrán de los dos mejores equipos de cada uno de los dos Clasificatorios Globales. Los Clasificatorios Globales contarán con un total de dieciséis equipos; los cuatro últimos equipos de la Copa Mundial Masculina T20 de la ICC 2021 (Irlanda, Holanda, Omán y Papúa Nueva Guinea), los siguientes cuatro equipos T20I mejor clasificados (Zimbabue, Nepal, Emiratos Árabes Unidos y Singapur), y los ocho equipos que progresan de las Finales Regionales.
| Medios de calificación                                                                                           | Fecha               | Sede                        | Literas   | Calificado |
| --- | ------------------- | --------------------------- | --------- | --- |
| País anfitrión                                                                                                   | 7 de agosto de 2020 |                             | 1         | Australia |
| Copa del Mundo T20 masculina ICC 2021 (Los 11 mejores equipos del torneo anterior, excluyendo a los anfitriones) | Noviembre de 2021   | Emiratos Árabes Unidos Omán | 11        | Afganistán Bangladés Inglaterra India Namibia Nueva Zelanda Pakistán Escocia Sudáfrica Sri Lanka Indias Occidentales |
| Clasificatorio Global Grupo A                                                                                    | Febrero 2022        |                             | 2         | |
| Clasificatorio Global Grupo B                                                                                    | Mayo de 2022        |                             | 2         | |
| Total |                     |                             | dieciséis | |

Los Clasificatorios Globales estarán formados por los cuatro equipos peor clasificados de la Copa del Mundo ICC T20 2021, los cuatro equipos mejor clasificados que aún no se han clasificado para la Copa del Mundo o las eliminatorias; y ocho equipos de Calificadores Regionales. El 24 de marzo de 2020, el International Cricket Council (ICC) confirmó que todos los eventos de clasificación de ICC programados para tomar lugar antes del 30 de junio de 2020 se habían pospuesto debido a la pandemia de COVID-19. En diciembre de 2020, la ICC actualizó la vía de calificación luego de la interrupción de la pandemia.
En agosto de 2021, la ICC confirmó que el calificador EAP había sido cancelado debido a la pandemia de COVID-19. Como resultado, Las Filipinas avanzó a los Clasificados Globales como el equipo mejor clasificado en la región EAP. En octubre de 2021, el Grupo B del clasificatorio de Asia también se canceló debido a la pandemia, y Hong Kong avanzó como el equipo mejor clasificado. En la Final Regional del Clasificatorio Europeo, Jersey ganó sus primeros cuatro partidos para confirmar su avance a los Clasificatorios Globales. Alemania terminó en segundo lugar, por delante de Italia en tasa de carrera neta, para avanzar también desde el grupo europeo. Baréin ganó el Grupo A del clasificatorio de Asia, terminando justo por delante de Catar en tasa de carrera neta. En el clasificatorio de las Américas, Estados Unidos se convirtió en el primer equipo de ese grupo en llegar a los Clasificatorios Globales, luego de ganar sus primeros cinco partidos. A ellos se unió Canadá, que terminó en segunda posición en el grupo clasificatorio de las Américas.
| Medios de calificación                                                              | Fecha                       | Sede                        | Literas   | Calificado                                     |
| ----------------------------------------------------------------------------------- | --------------------------- | --------------------------- | --------- | ---------------------------------------------- |
| Copa del Mundo T20 masculina ICC 2021 (Los 4 equipos más bajos del torneo anterior) | Noviembre de 2021           | Emiratos Árabes Unidos Omán | 4         | Irlanda Países Bajos Omán Papúa Nueva Guinea   |
| Campeonato ICC T20I (Los equipos mejor clasificados que aún no están clasificados)  |                             |                             | 4         | Nepal Emiratos Árabes Unidos Singapur Zimbabue |
| Cualificaciones regionales                                                          |                             |                             |           |                                                |
| África                                                                              | 17-20 de noviembre de 2021  | Ruanda                      | 1         |                                                |
| Américas                                                                            | 7 a 14 de noviembre de 2021 | Antigua y Barbuda           | 2         | Estados Unidos Canadá                          |
| Asia                                                                                | 23 a 29 de octubre de 2021  | Catar (Grupo A)             | 1         | Baréin                                         |
| Asia                                                                                | Cancelado                   | Malasia (Grupo B)           | 1         | Hong Kong                                      |
| Asia oriental-Pacífico                                                              | Cancelado                   | Japón                       | 1         | Filipinas                                      |
| Europa                                                                              | 15 a 21 de octubre de 2021  | España                      | 2         | Jersey Alemania                                |
| Total                                                                               |                             |                             | dieciséis |                                                |

El 15 de noviembre de 2021, la ICC confirmó los lugares donde tomarán a cabo los partidos. Las ciudades anfitrionas son: Adelaide, Brisbane, Geelong, Hobart, Melbourne, Perth y Sídney. Las semifinales se llevarían a cabo en Sydney Cricket Ground y Adelaide Oval, y la final se llevaría a cabo en Melbourne Cricket Ground.
| Adelaida          | Brisbane                      | Geelong                    |
| ----------------- | ----------------------------- | -------------------------- |
| Adelaide Oval     | El Gabba                      | Parque Kardinia            |
| Capacidad: 53,583 | Capacidad: 42,000             | Capacidad: 34,000          |
|                   |                               |                            |
| Hobart            |                               |                            |
| Bellerive Oval    |                               |                            |
| Capacidad: 20.000 |                               |                            |
|                   |                               |                            |
| Perth             | Melbourne                     | Sídney                     |
| Estadio de Perth  | Campo de críquet de Melbourne | Campo de críquet de Sídney |
| Capacidad: 60,000 | Capacidad: 100,024            | Capacidad: 48,000          |
|                   |                               |                            |